# Andrew Taylor Still
Pour les articles homonymes, voir Taylor, Still et Andrew Taylor (homonymie).
Andrew Taylor Still, né le 6 août 1828 à Jonesville (Comté de Lee en Virginie) et mort le 12 décembre 1917 à Kirksville (Missouri), est un thérapeute américain, fondateur du concept de l'ostéopathie.

## Biographie
(février 2018).
Fils d'Abram Still, médecin et prêcheur protestant méthodiste, Andrew est originaire du Kansas (États-Unis). En 1848, il commence ses études de médecine dans le Missouri au sein de l'université de Kansas City. En 1857, il est élu à la législature du Kansas, fonction qu'il occupera jusqu'en 1860. Quand la guerre civile éclate en 1861, il devient assistant dans le service médical des armées, un poste très polyvalent. Dans son autobiographie, il affirme avoir eu essentiellement une activité de médecin et chirurgien militaire, mais cette affirmation est controversée.
En 1859, il perd sa femme Mary à cause de complications lors d'un accouchement. En 1864, une épidémie de méningite cause la mort de trois de ses enfants et d’une enfant adoptée, Un quatrième meurt des complications d'une pneumonie. Il attribue ces différents décès aux lacunes de la médecine de son époque et cherche des méthodes pour soigner plus efficacement. Il s’avère que l’usage thérapeutique du Calomel, dans des dosages hautement variable d’un praticien à l’autre, peut expliquer ces morts et le ressentiment de Still envers la médecine pratiquée en son temps. Still a montré à plusieurs reprises son intérêt pour la mécanique, il a tenté plusieurs inventions de dispositifs techniques, notamment un modèle amélioré de baratte à beurre pour laquelle il dépose un brevet. Après les décès dont il a été témoin dans sa famille, il est convaincu que Dieu à mis dans les êtres vivants et dans l’homme tout ce qui est utile à son auto-guérison, sa quête d’alternative part sur le questionnement suivant « si le corps contient de manière innée tous les remèdes nécessaires à la guérison, alors, pour guérir, quel devrait être le rôle du médecin ? ».

### L’ostéopathie
À l'époque où Still exerçait, les médicaments, la chirurgie et les autres régimes thérapeutiques conventionnels causaient souvent plus de mal que de bien. Parmi les médicaments couramment administrés aux patients à cette époque figurent l'arsenic, l'huile de ricin, le whisky et l'opium. De plus, les pratiques chirurgicales non conformes aux règles d'hygiène entraînaient souvent plus de décès que de guérisons.
Still cherche à changer les pratiques médicales du XIXe siècle dont il percevait les limites. Il a étudié les traitements alternatifs, tels que l'hydropathie, le régime alimentaire, la fixation des os et la guérison magnétique. Still a été séduit par le peu d’effets secondaires de ces traitements et a imaginé qu'un jour, la « thérapie médicale rationnelle » consisterait en une manipulation du système musculo-squelettique, une intervention chirurgicale et une utilisation très parcimonieuse des médicaments, notamment des anesthésiques, des antiseptiques et des antidotes. Il a inventé le nom d'ostéopathie en mélangeant deux racines grecques, ostéon- pour os et -pathos pour souffrance, afin de communiquer sa théorie selon laquelle la maladie et le dysfonctionnement physiologique étaient étiologiquement fondés sur un système musculo-squelettique désorganisé. Ainsi, en diagnostiquant et en travaillant sur le système musculo-squelettique, il pensait que les médecins pouvaient combattre une grande variété de maladies et épargner aux patients les effets secondaires négatifs des médicaments[29]. Sa conception du soin est basée sur quatre principes :
1. le corps humain fonctionne comme une unité biologique totale,
2. le corps possède des mécanismes d'autoguérison et d'autorégulation,
3. les caractéristiques structurelles et fonctionnelles sont interdépendantes,
4. une tension anormale dans une partie du corps produit des tensions et des contraintes anormales sur d'autres parties du corps.

Il dit avoir eu une vision le 22 juin 1874 à 10 heures, lui confirmant que l'homme avait été créé avec en lui tout ce qui est nécessaire pour s'auto-guérir : «Les œuvres de Dieu ne peuvent qu’attester de sa perfection. Or, la nature s'efforce constamment d'exprimer la santé parfaite. Néanmoins, la manière dont elle y parvient reste un mystère, même aujourd'hui, car aucune loi scientifique connue ne parvient à l'expliquer. La médecine est basée sur la science, mais Still conclut que pour trouver la santé plutôt que vouloir traiter les symptômes de la maladie, la pratique médicale doit être guidée par une philosophie différente». Il en vient à conclure :« Le corps est la pharmacie de Dieu ».
Il établira à partir de là les grands principes de l'art ostéopathique, en rupture marquée avec la médecine de son temps et c’est dix ans plus tard qu’il expose ses théories et résultats sur l'ostéopathie.
De 1874 à 1892, il parcourt le nord-est du Missouri pour mettre en avant auprès des populations rurales les mérites de sa médecine. Dans le même temps, il part habiter à Kirksville, où il résidera jusqu’à la fin de sa vie.
En 1892, The American School of Osteopathy est créé à Kirksville. C'est le premier collège américain d'ostéopathie. Les étudiants qui y sont formés reçoivent le titre de « D.O graduate » (Docteur en ostéopathie) et non pas de M.D (Docteur en médecine), Still tenant, dès le départ, à faire la différence entre deux activités professionnelles pour lui totalement différentes. La première promotion est composée de 5 femmes et de 16 hommes et est graduée en 1894. En 1897, l'école a triplé en taille, en ajoutant un bâtiment pour les soins infirmiers et 2 ailes supplémentaires.
Entre 1898 et 1900, Still publiera quatre livres et se retirera ensuite de l'enseignement. En 1914, il est atteint d'un ictus.
Le 12 décembre 1917, le « Vieux Docteur » meurt à l'âge de 89 ans. C'est à cette époque qu'un de ses élèves J. M. Littlejohn, originaire de Grande-Bretagne, retourne à Londres fonder la British School of Osteopathy, qui sera à l'origine de la naissance du mouvement ostéopathique en Europe.
L'école The American School of Osteopathy se nomme désormais le A.T. Still University (en).